# 쉬프트웍스
쉬프트웍스(Shiftworks Co.,Ltd)는 1998년 와우해커를 설립후 현재까지 운영하고 있는 홍민표 대표가 2008년에 별도로 설립한 법인으로 주식회사 쉬프트웍스라는 이름의 보안 회사이다. 보안솔루션 개발을 주력사업으로 운영하며 "모바일 스마트폰 보안"이라는 비지니스를 하고 있으며, 현재 국내 증권사의 대부분과 은행권등에 대부분 도입이 된 "스마트폰용 백신인 VGUARD" 와 HTS 해킹 방지 및 소프트웨어를 보호하는 솔루션인 "난독화 솔루션 BGUARD"를 주력으로 하고 있다. 국내 대기업에 모바일 오피스에 백신으로도 도입이 되었으며, 2010년 금융결제원에서 은행들에게 공급하는 결제모듈에 쉬프트웍스 제품인 "안심백신"이 최종 선정이 되어 현재 사용중이다. 2010년 SK의 첫 스마트폰인 리액션에 출고시 기본으로 탑재되어 공급이 되기도 하였다.
마이크로소프트 (MS)사에서 우수 유망 벤처기업에 3년간 지원하는 프로그램인 BizSpark Program Member 자격획득을 하였고, 2009년 1월 벤처기업인증을 받았다.